# Скворцов Дмитрій Іванович
Скворцо́в Дми́трій Іва́нович (1861 - 1919) —  російський історик, богослов, педагог. Магістр богослів'я.

## Біографія
Здобув освіту в  Московській духовній академії. Викладав у різних навчальних закладах духовного відомства: в  Тверській (з 1887 р.),  Московській (з 1899 р.),  Тульській (з 1900 р.) і  Чернігівській  духовних семінаріях. Мав чин  статського радника. Кавалер орденів  Св. Станіслава 3-го ступеня і  Св. Анни 3-го ступеня. Нагороджений срібною медаллю «В пам'ять коронації Імператора Миколи II».
Автор численних досліджень з історії розколу і сектантства, а також монографій «Діонісій Зобніновський, архімандрит Троїцько-Сергієвого монастиря (нині Лаври)» (1890) і «Діонісій Зобніновський, архімандрит Троїцько-Сергієвого монастиря (нарис життя і діяльності, переважно до призначення в Троїцькі архімандрити)» (1890) - найбільш великих російськомовних досліджень, присвячених даному ієрарху.